# Горин, Эдуард Алексеевич
Эдуард Алексеевич Горин (укр. Едуард Олексійович Горін) — украинский политик, народный депутат Верховной рады Украины I созыва.

## Биография
Родился 25.11.1935 года в городе Орша БССР, в семье военнослужащего. русский, образование высшее — инженер-механик, окончил Одесский институт инженеров морского флота.
С 1959 года — помощник мастера, мастер-технолог, зам. начальника цеха Одесского завода тяжёлого краностроения им. Январского восстания.
С 1966 года — начальник технологического отдела, главный инженер, директор Одесского ремонтно-механического завода.
С 1981 года — директор Одесского автосборочного завода. С 1986 года — генеральный директор производственного объединения «Одесский автосборочный завод», ныне президент одноимённого акционерного общества.
Член КПСС с 1962 года; депутат городского Совета. Выдвинут кандидатом в Народные депутаты пленумом районного совета ветеранов войны и труда г. Одессы. 18.03.1990 избран Народным депутатом Украины, 2-й тур 68,59 % голосов, 9 претендентов. В группы, фракции не входил. Член Комиссии ВР по делам ветеранов, пенсионеров, инвалидов, репрессированных, малообеспеченных и воинов-интернационалистов.
Награждён орденами Трудового Красного Знамени, «Знак Почёта», медалью, Почётной грамотой ЦК КПСС, СМ СССР, ВЦСПС и ЦК ВЛКСМ. Женат, имеет двоих детей, троих внуков и четверых правнуков.